# Contea autonoma hui e tu di Datong
La contea autonoma hui e tu di Datong (大通回族土族自治县S, Dàtōng Huízú Tǔzú ZìzhìxiànP) è una contea della Cina, situata nella provincia di Qinghai e amministrata dalla prefettura di Xining.